# Wallis Simpson
Wallis Simpson, ursprungligen Bessie Wallis Warfield, född 19 juni 1896 i Blue Ridge Summit i Franklin County, Pennsylvania, död 24 april 1986 i Paris, var en amerikanskfödd kvinna som var älskarinna och, från 1937 till hans död 1972, hustru till hertigen av Windsor, tidigare Edvard VIII av Storbritannien. Edvard abdikerade för att gifta sig med henne. Vid deras giftermål fick hon titeln hertiginnan av Windsor.

## Biografi

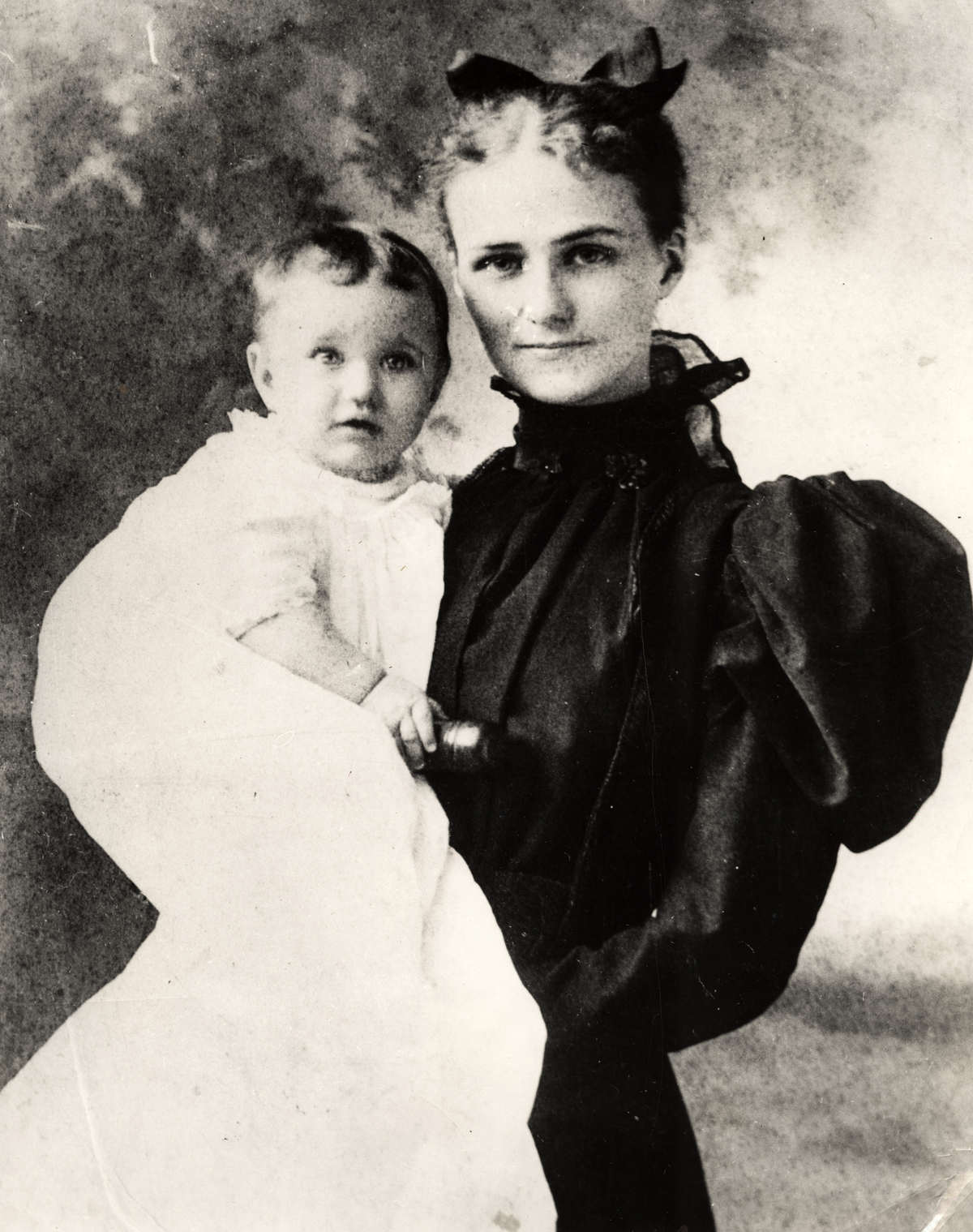
En sex månader gammal Wallis Simpson med sin mor Alice Warfield.

Wallis Simpson föddes i Pennsylvania. Hennes far dog några månader efter hennes födelse och under sina första levnadsår togs hon om hand av sin mor med ekonomisk hjälp från en farbror, Solomon Warfield. Senare flyttade de in hos mostern Bessie Merryman, efter att denna blivit änka 1901. Warfield betalade senare hennes utbildning vid internatskolan Oldfields School.

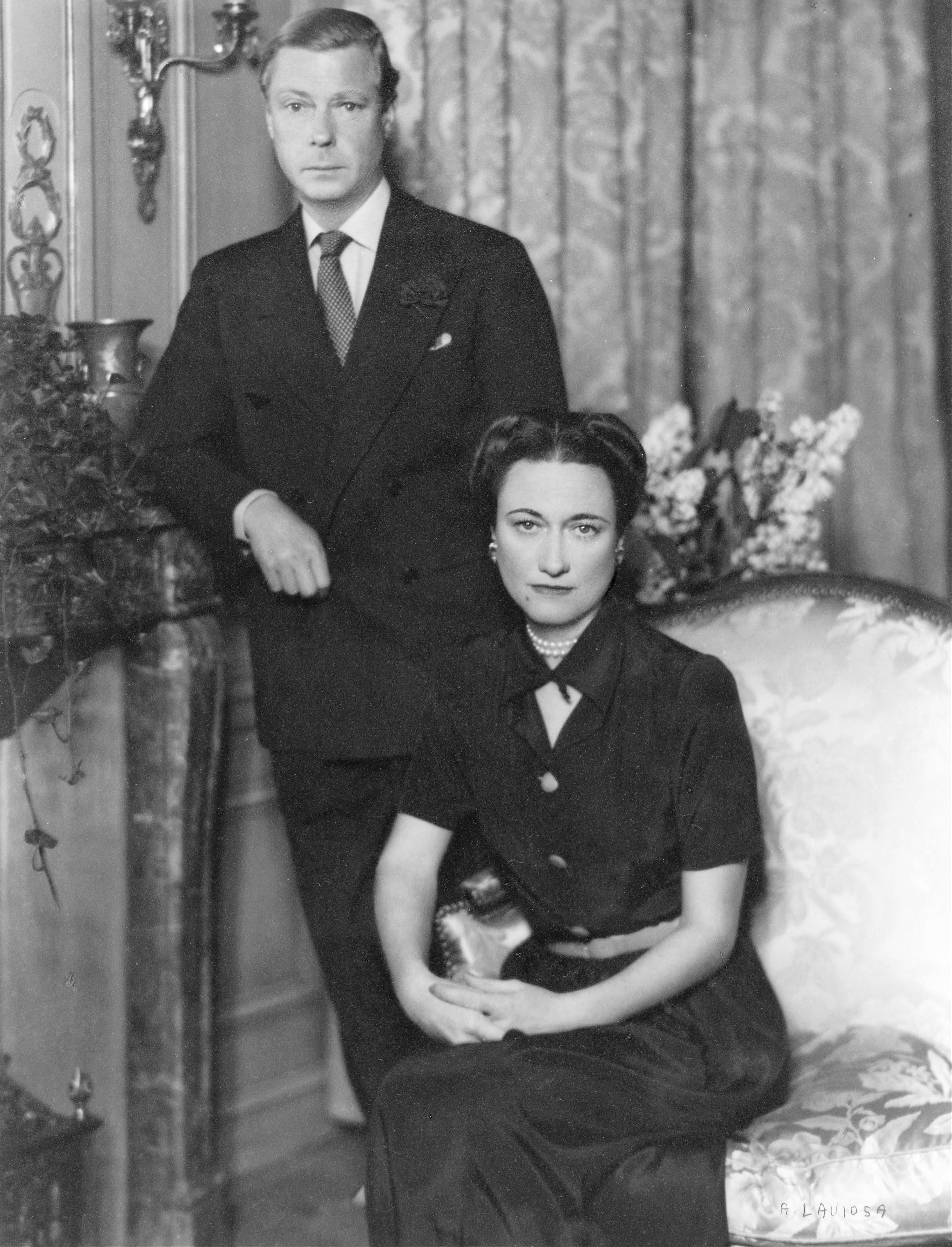
Hertigparet Winsor 1936.

Simpson gifte sig första gången 1916 med stridspiloten Earl Winfield Spencer, Jr. Paret tillbringade den mesta tiden ifrån varandra och skilde sig 1927. 1928 gifte hon om sig med Ernest Simpson. Paret umgicks i societeten och 1931 mötte hon första gången prinsen av Wales, den blivande Edvard VIII och de två blev ett par runt 1933. Den brittiska pressen rapporterade inte om parets förhållande men det var känt i andra länder. Simpson ansökte om skilsmässa från sin man 1936 och i december samma år började pressen rapportera om parets förhållande även i England. När Edvard, som under tiden blivit kung av England, berättade för premiärminister Stanley Baldwin att han hade för avsikt att gifta sig med en kvinna som varit gift två gånger tidigare, mötte han kraftigt motstånd från regeringen, aristokratin och kyrkan. Kungen föreslog att han skulle ingå ett morganatiskt äktenskap, enligt vilket Simpson inte skulle bli drottning. Detta avfärdades dock av Baldwin och en del andra politiker, inklusive Australiens och Sydafrikas premiärministrar. Kungen fick beskedet att om han gifte sig med Simpson skulle hela regeringen avgå. Edvard valde att abdikera den 11 december 1936. Han efterträddes av sin yngre bror Georg VI. Edvard flyttade därefter till Österrike i väntan på att Simpsons skilsmässa skulle bli färdig, vilket den blev i maj 1937. 
Paret bosatte sig sedan i Paris och gifte sig den 3 juni 1937 i en privat ceremoni i närheten av Tours i Frankrike. Ingen medlem av kungafamiljen var närvarande. Efter att ha abdikerat fick Edvard titeln Hans kunglig höghet, Hertig av Windsor av sin bror, den nye kungen Georg VI. Simpson blev således hertiginna av Windsor men fick dock inte titulera sig kunglig höghet. 1937 besökte paret Tyskland som gäster till Adolf Hitler, vilket ledde till misstankar om att Simpson var en tysk agent och nazistsympatisör. Under kriget flyttade paret till Lissabon och sedan till Bahamas där Edvard blev guvernör. Efter kriget flyttade de tillbaka till Frankrike och bodde den mesta tiden i Neuilly-sur-Seine. Maken avled 1972. Paret fick inga barn. Simpsons hälsa försämrades så småningom. Hon drabbades bland annat av demens och avled i sitt hem i Bois de Boulogne den 24 april 1986. 

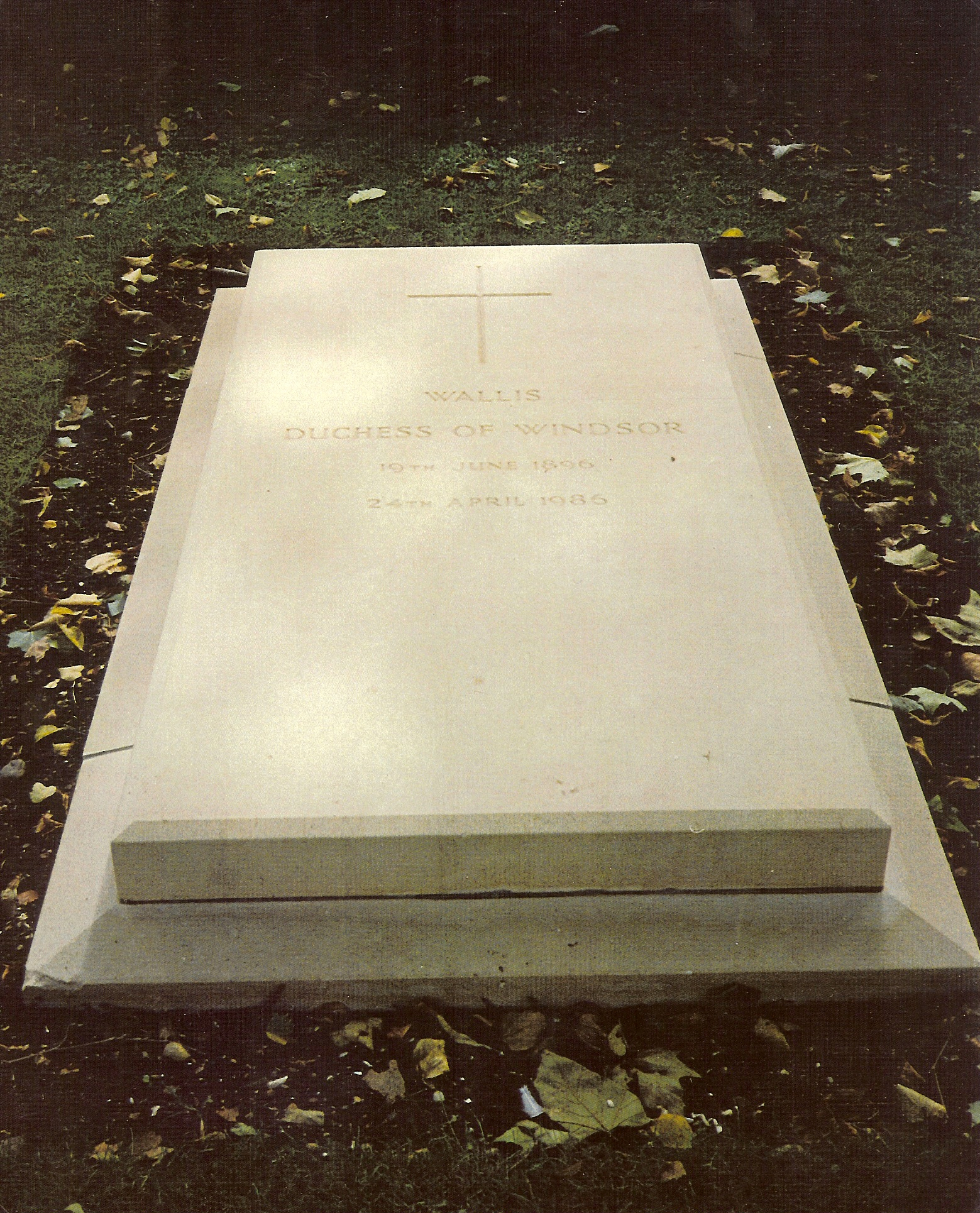
Wallis Simpsons grav i Frogmore.

År 1936 var Simpson den första kvinna som utsågs till Time Magazines "Person of the Year".